# Deuxième circonscription de la préfecture de Tokushima
La deuxième circonscription de la préfecture de Tokushima (徳島県第2区, Tokushima-ken dai-ni-ku) est l'une des deux circonscriptions législatives que compte la préfecture de Tokushima au Japon.

## Description géographique
Entre 1994 et 2002, la deuxième circonscription de la préfecture de Tokushima était composée de la ville de Naruto, des districts d'Awa (ja), Mima et Miyoshi et, dans le district d'Itano, des bourgs de Kitajima, Aizumi, Itano, Kamiita, Yoshino (ja) et Donari (ja).
Entre 2002 et 2013, elle englobait la ville de Naruto, les districts d'Itano, Awa et Miyoshi et les bourgs de Waki (ja) et Mima (district de Mima).
Depuis 2013, elle comprend les villes de Naruto, Yoshinogawa, Awa, Mima et Miyoshi ainsi que les districts d'Itano, Mima et Miyoshi.

## Députés
| Législature | Début de mandat | Fin de mandat | Député élu               | Parti politique | Parti politique |
| ----------- | --------------- | ------------- | ------------------------ | --------------- | --------------- |
| 41e         | 1996            | 2000          | Shun'ichi Yamaguchi (ja) |                 | PLD             |
| 42e         | 2000            | 2003          | Shun'ichi Yamaguchi (ja) |                 | PLD             |
| 43e         | 2003            | 2005          | Shun'ichi Yamaguchi (ja) |                 | PLD             |
| 44e         | 2005            | 2009          | Shun'ichi Yamaguchi (ja) |                 | SE              |
| 45e         | 2009            | 2012          | Miho Takai               |                 | PDJ             |
| 46e         | 2012            | 2014          | Shun'ichi Yamaguchi      |                 | PLD             |
| 47e         | 2014            | 2017          | Shun'ichi Yamaguchi      |                 | PLD             |
| 48e         | 2017            | 2021          | Shun'ichi Yamaguchi      |                 | PLD             |
| 49e         | 2021            | 2024          | Shun'ichi Yamaguchi      |                 | PLD             |
| 50e         | 2024            | -             | Shun'ichi Yamaguchi      |                 | PLD             |